# Jean Auclair
Jean Auclair (* 3. Mai 1946 in Vigeville, Département Creuse) ist ein französischer Politiker (RPR, UMP, Les Républicains).
Auclair ist von Beruf Viehzüchter- und händler. Als Mitglied des gaullistischen Rassemblement pour la République (RPR) wurde er am 27. März 1977 Bürgermeister der kleinen Gemeinde Cressat im Limousin. Dieses Amt hatte er 43 Jahre bis zum 13. Juni 2020 inne. Zudem gehörte er von 1989 bis 2015 als Vertreter des Kanton Ahun dem Conseil général des Départements Creuse an. Bei der Parlamentswahl 1993 wurde Auclair als Abgeordneter des 2. Wahlkreises in die französische Nationalversammlung gewählt. Dieser gehörte er für vier Legislaturperioden bis 2012 an. Nachdem die Zahl der Wahlkreise von Creuse wegen der gesunkenen Einwohnerzahl von zwei auf einen reduziert wurde, verlor er bei der Parlamentswahl 2012 gegen den Sozialisten Michel Vergnier.